# Oxyopes wokamanus
Oxyopes wokamanus är en spindelart som beskrevs av Embrik Strand 1911. Oxyopes wokamanus ingår i släktet Oxyopes och familjen lospindlar. Inga underarter finns listade i Catalogue of Life.